# Matidia bipartita
Matidia bipartita es una especie de arañas araneomorfas de la familia Clubionidae.

## Distribución geográfica
Es endémica de Halmahera (Indonesia).